# فأر جيبي رملي
فأر جيبي رملي (الاسم العلمي:Chaetodipus arenarius) هو نوع من الحيوانات يتبع جنس فأر جيبي خشن من فصيلة الغوفرية.